# マリア・ベント＝カブチ
マリア＝アレハンドラ・ベント＝カブチ（Maria-Alejandra Vento-Kabchi, 1974年5月24日 - ）は、ベネズエラ・カラカス出身の女子プロテニス選手。既婚選手として、自分の姓「ベント」（Vento）と夫の姓「カブチ」（Kabchi）を併用している。WTAツアー大会でシングルス優勝はないが、ダブルスで4勝を挙げた。自己最高ランキングはシングルス26位、ダブルス15位。身長168cm、体重59kg。右利き、バックハンド・ストロークは両手打ち。

## 来歴
6歳からテニスを始め、1994年2月にプロ入り。マリア・ベントはまだアマチュア選手だった頃の1990年に、16歳で女子テニス国別対抗戦・フェドカップのベネズエラ代表選手に初選出され、1996年から2001年までフェド杯に6年連続出場を果たした。ベントは、1997年のウィンブルドンで4回戦進出を果たした。この時ベントは予選3試合を勝ち抜いて本戦出場権を獲得し、本戦3回戦でマグダレナ・マレーバ（ブルガリア）を 6-2, 7-5 で破り、デニサ・クラドコバ（チェコ）との4回戦まで勝ち進んだ。1998年ウィンブルドンで2年連続の3回戦進出を果たすが、第2シードのリンゼイ・ダベンポートに 3-6, 6-1, 2-6 で敗れている。2000年のシドニー五輪で、ベントは初めてオリンピックのベネズエラ代表選手に選ばれ、女子シングルス2回戦でベルギー代表のサビーネ・アペルマンスに 2-6, 2-6 で敗れた。女子ダブルスではミラグロス・セケラとペアを組み、ベルギー代表のドミニク・ファン・ルースト&エルス・カレンズ組との準々決勝まで進出している。
2001年7月21日、マリア・ベントは弁護士のガマル・カブチ（Gamal Kabchi）と結婚し、2つの姓を併用して「マリア・ベント＝カブチ」と名乗るようになった。結婚後の2002年に、ベント＝カブチはダブルスで年間2勝を獲得する。30歳を迎えた2004年に単複とも好成績を多く出し、全米オープンで初めて3回戦進出を果たした。1回戦でスペインのベテラン選手、コンチタ・マルティネスを破ったベント＝カブチは、3回戦で第2シードのアメリ・モレスモに 2-6, 0-6 で完敗する。全米オープンに先立ち、2004年アテネ五輪で2度目のオリンピック出場も果たし、女子シングルス2回戦でベルギー代表のジュスティーヌ・エナン＝アーデンに敗れた。この年はダブルスでも、インドネシアのアンジェリク・ウィジャヤとペアを組んで全豪オープンとウィンブルドンの女子ダブルスでベスト8に入った。
2005年は全米オープンで4回戦に進出し、1997年ウィンブルドン以来8年ぶりの4大大会ベスト16入りを決めたが、4回戦で第4シードのキム・クライシュテルスに 1-6, 0-6 で敗れた。この後、ベント＝カブチは「ジャパン・オープン」の女子ダブルスで浅越しのぶとペアを組み、マリア・キリレンコ（ロシア）&ヒセラ・ドゥルコ（アルゼンチン）組に敗れて準優勝になっている。
2006年は5年ぶりにフェドカップのベネズエラ代表選手に復帰し、通算成績を「35勝20敗」（シングルス21勝11敗、ダブルス14勝9敗）に伸ばした。2006年10月、チューリッヒ・オープンの予選1回戦で当時世界ランク116位のカテリナ・ボンダレンコ（ウクライナ）に敗れた試合を最後に現役を引退した。

## WTAツアー決勝進出結果

### シングルス: 1回 (0勝1敗)
| 大会グレード         |
| -------------------- |
| グランドスラム (0–0) |
| ティア I (0–0)       |
| ティア II (0–0)      |
| ティア III (0–1)     |
| ティア IV & V (0–0)  |

| 結果   | No. | 決勝日        | 大会             | サーフェス | 対戦相手 | スコア   |
| ------ | --- | ------------- | ---------------- | ---------- | -------- | -------- |
| 準優勝 | 1.  | 1998年1月11日 | ゴールドコースト | ハード     | 杉山愛   | 5–7, 0–6 |

### ダブルス: 10回 (4勝6敗)
| 結果   | No. | 決勝日        | 大会           | サーフェス | パートナー                   | 対戦相手                                          | スコア        |
| ------ | --- | ------------- | -------------- | ---------- | ---------------------------- | ------------------------------------------------- | ------------- |
| 準優勝 | 1.  | 2000年5月28日 | ストラスブール | クレー     | キム・グラント               | ソニア・ジェヤシーラン フロレンシア・ラバト       | 4–6, 3–6      |
| 優勝   | 1.  | 2002年2月21日 | ドバイ         | ハード     | バーバラ・リットナー         | ロベルタ・ビンチ サンドリーヌ・テスチュ           | 6–3, 6–2      |
| 準優勝 | 2.  | 2002年4月14日 | エストリル     | クレー     | バーバラ・リットナー         | エレーナ・ボビナ ゾフィア・グバチ                 | 3–6, 1–6      |
| 優勝   | 2.  | 2002年9月15日 | ワイコロア     | ハード     | メイレン・ツー               | ナニー・ド・ヴィリアーズ イリーナ・セリュティナ   | 1-6, 6-2, 6-3 |
| 準優勝 | 3.  | 2003年2月10日 | ドーハ         | ハード     | アンジェリク・ウィジャヤ     | ウィン・プラクスヤ ジャネット・リー               | 1–6, 3–6      |
| 準優勝 | 4.  | 2003年8月11日 | トロント       | ハード     | アンジェリク・ウィジャヤ     | マルチナ・ナブラチロワ スベトラーナ・クズネツォワ | 6–3, 1–6, 1–6 |
| 優勝   | 3.  | 2003年9月8日  | バリ           | ハード     | アンジェリク・ウィジャヤ     | ニコル・プラット エミリー・ロワ                   | 7–5, 6–2      |
| 準優勝 | 5.  | 2004年9月26日 | 北京           | ハード     | ヒセラ・ドゥルコ             | エマヌエル・ガリアルディ ディナラ・サフィナ       | 4–6, 4–6      |
| 優勝   | 4.  | 2005年9月25日 | 北京           | ハード     | ヌリア・リャゴステラ・ビベス | 鄭潔 晏紫                                         | 6-2, 6-4      |
| 準優勝 | 6.  | 2005年10月9日 | 東京           | ハード     | 浅越しのぶ                   | ヒセラ・ドゥルコ マリア・キリレンコ               | 5–7, 6–4, 3–6 |

## 4大大会シングルス成績
略語の説明
| W | F | SF | QF | #R | RR | Q# | LQ | A | Z# | PO | G | S | B | NMS | P | NH |

W=優勝, F=準優勝, SF=ベスト4, QF=ベスト8, #R=#回戦敗退, RR=ラウンドロビン敗退, Q#=予選#回戦敗退, LQ=予選敗退, A=大会不参加, Z#=デビスカップ/BJKカップ地域ゾーン, PO=デビスカップ/BJKカッププレーオフ, G=オリンピック金メダル, S=オリンピック銀メダル, B=オリンピック銅メダル, NMS=マスターズシリーズから降格, P=開催延期, NH=開催なし.
| 大会           | 1992 | 1993 | 1994 | 1995 | 1996 | 1997 | 1998 | 1999 | 2000 | 2001 | 2002 | 2003 | 2004 | 2005 | 2006 | 通算成績 |
| -------------- | ---- | ---- | ---- | ---- | ---- | ---- | ---- | ---- | ---- | ---- | ---- | ---- | ---- | ---- | ---- | -------- |
| 全豪オープン   | A    | A    | LQ   | LQ   | 1R   | A    | 1R   | 1R   | 1R   | 2R   | A    | LQ   | 1R   | 1R   | 1R   | 1–8      |
| 全仏オープン   | A    | A    | LQ   | A    | A    | A    | 1R   | 1R   | 1R   | 1R   | LQ   | LQ   | 2R   | 1R   | 1R   | 1–7      |
| ウィンブルドン | A    | A    | A    | 1R   | LQ   | 4R   | 3R   | 2R   | 1R   | 1R   | 1R   | LQ   | 2R   | 2R   | LQ   | 8–9      |
| 全米オープン   | 1R   | A    | LQ   | 1R   | LQ   | 2R   | 2R   | 1R   | 2R   | LQ   | LQ   | 2R   | 3R   | 4R   | LQ   | 9–9      |